# Operatie '55
Operatie '55 (afgekort: O'55) was een Nederlandse handbalvereniging uit Den Haag. In het 15-jarig bestaan van de vereniging wist het herenteam viermaal landskampioen te worden in de zaal en tweemaal op het veld.

## Geschiedenis
In 1955 wilde enkele Haagse handballers van de prominente zaterdagclub Strijdt Ridderlyck liever uitkomen in een 'echte' bond, daarom werd er besloten om een eigen vereniging te oprichten, genaamd Operatie '55.

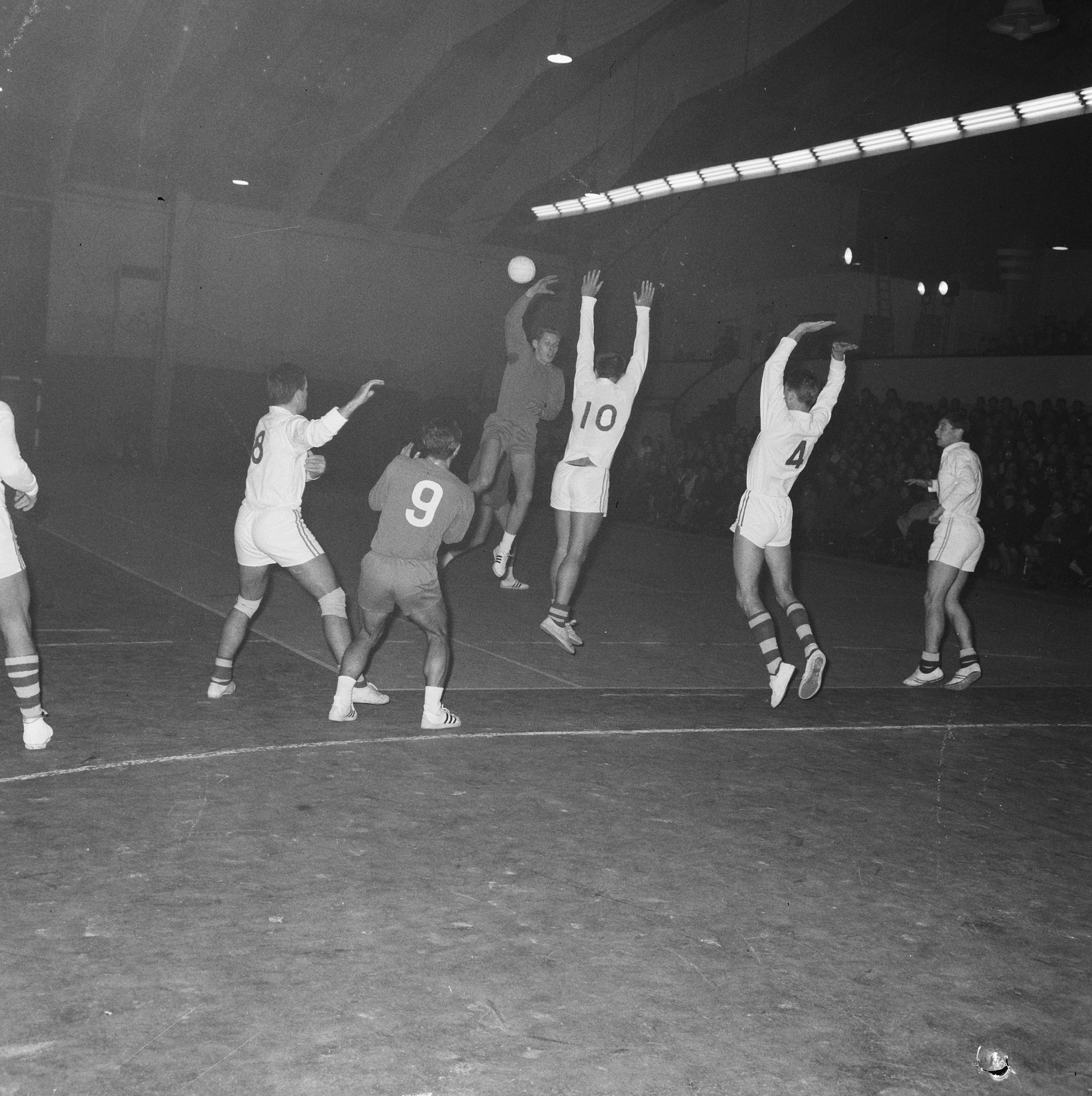
Kwalificatieronde Champions Cup 1964/65, Operatie '55 tegen HB Dudelange (11-12)

Binnen enkele seizoenen werd bij de mannen het allerhoogste niveau van Nederland bereikt. Het herenteam werd viermaal opeenvolgend landskampioen bij het zaalhandbal en twee keer landskampioen bij het veldhandbal. Door de goede resultaten in de nationale competitie kon de herenploeg driemaal meedoen met de Europa-Cup.
De goede handballers die O'55 naar de vele zeges brachten, werden langzamerhand ouder en minder enthousiast voor de sport. Ook de jeugd werd steeds minder enthousiast voor O'55, mede omdat het veld aan de afgelegen Mozartlaan lag en hierdoor veel te moeilijk te bereiken was. In Den Haag was immers een beter complex van Hellas dat meer aantrekkingskracht had. Dit allen bracht O'55 in steeds groter wordende problemen.
Pogingen van het Haagse bestuur en interim-bestuur leken geen baat te hebben om de financiële situatie te verbeteren en meer leden te verwerven. Vooral het tekort aan jeugdspelers deed de club veel leed in de laatste jaren van het bestaan. Een tekort aan moraal onder jeugd en weinig enthousiaste trainer voor de jeugdteams zorgde voor een uitzichtloze toekomst voor de vereniging. Pogingen om nog te fuseren met handbal partner Hellas gingen ook niet door, omdat Hellas hier niks voor voelde (vier jaar geleden wilde Hellas met O'55 fuseren, maar toen wilde O'55 de fusie niet aangaan).
Tijdens de ledenvergadering op 26 juni 1970 werd besloten om de vereniging op 1 oktober 1970 te liquideren.

## Eretitels
| Nationaal               |    |                                    |
| Landskampioenschap zaal | 4x | 1961/62, 1962/63, 1963/64, 1964/65 |
| Landskampioenschap veld | 2x | 1964, 1966                         |

Hellas · Hercules · SOS-Kwieksport · WHC